# 布萊克希思 (倫敦)
布萊克希思是英國首都倫敦東南部的一個地區，地處路厄斯罕倫敦自治市和格林威治皇家自治市之間。

## 歷史
布萊克希思最早見於記錄是在1166年，當時的名稱是 Blachehedfeld。這裡是蘇格蘭以外第一個高爾夫球協會的設立地。羅馬帝國時代，羅馬人建立了一條由多佛到倫敦的道路，布勒希斯是其中一站。喬治王時代和維多利亞時代，布莱克希思一帶開始越來越多住宅。現在，布莱克希思是倫敦東南一個住宅區，交通很方便，是肯特郡北部火車幹線入倫敦的其中一個大站。

## 外部連結
维基共享资源上的相關多媒體資源：布萊克希思